# دریاچه دورونگ
دریاچه دورونگ (انگلیسی: Dorong) یک دریاچه در استان بوریاتیای کشور روسیه است.